# Давид Арељано
Давид Арељано (шп. David Alfonso Arellano Moraga; Сантијаго, Чиле 29. јули 1901 — Ваљадолид, Шпанија 3. мај 1927) био је Чилеански фудбалер. и репрезентативац, за репрезентацију је постигао шест голова на Копа Америка 1926. године.

## Каријера
Арељано је рођен у Сантијагу, Чиле. Професионално је почео да се бави фудбалом са 17 година 1919. године. Играо је у чилеанском фудбалском клубу Депортес Мегаљанеса. За тај клуб је играо све до 1925. године када је са неколицином играча прешао у новоформирани клуб Коло Коло. На турнеју по Европи Арељано се прославио са маказицама или како се у Чилеу назива Чилеана. Арељана је такође играо за репрезентацију Чилеа и био учесник два Копа Америка, Првенство Јужне Америке у фудбалу 1924. и Првенство Јужне Америке у фудбалу 1926.. На првенству одиграном 1926. године је био најбољи стрелац, са седам постигнутих погодака.

## Смрт
Током турнеје са ФК Коло Коло по Европи у Ваљадолиду, Шпанија, 3. маја 1927. године, Арељано је на утакмици добио ударац и морао је бити однешен у болницу. Ту је у болници и преминуо.
У сећање на Арељаба ФК Коло Коло на клупском дресу преко грба има црну линију, такође стадион изграђен 1956. године носи његово име. Стадион Монументал Давид Арељано.

### Клупски успеси
| Титула                          | Клуб                | Држава | Година |
| ------------------------------- | ------------------- | ------ | ------ |
| Фудбалска асоцијација Сантијаго | Депортес Мегаљанеса | Чиле   | 1920.  |
| Куп шампиона Сантијаго          | Депортес Мегаљанеса | Чиле   | 1920   |
| Фудбалска асоцијација Сантијаго | Депортес Мегаљанеса | Чиле   | 1921.  |
| Лига Депортес Мегаљанеса        | Коло Коло           | Чиле   | 1925.  |
| Куп шампиона Сантијаго          | Коло Коло           | Чиле   | 1925.  |

### Учешће наКопа Америкарепрезентација
| Турнир                                  | Домаћин | Резултат      | Мечеви | Голови |
| --------------------------------------- | ------- | ------------- | ------ | ------ |
| Првенство Јужне Америке у фудбалу 1924. | Уругвај | Четврто место | 2      | 1      |
| Првенство Јужне Америке у фудбалу 1926. | Чиле    | Треће место   | 4      | 7      |
| Укупно                                  | Укупно  | Укупно        | 6      | 8      |